# کارل پرین
کارل پرین (انگلیسی: Carl Prean؛ زادهٔ اکتبر ۱۱ ۱۹۸۷) یک بازیکن تنیس روی میز اهل بریتانیا است.